# 斯隆·斯蒂芬斯
斯隆·斯蒂芬斯（英語：Sloane Stephens，1993年3月20日—）是美國職業網球女運動員，2010年轉職業。
2017年夏季傷癒復出後在羅傑斯盃和辛辛那提大師賽都打入四強，更於美國網球公開賽四強通過三盤6-1、0-6、6-4擊退兩屆賽會冠軍大威廉絲，決賽以6-3、6-0擊敗同為第一次晉級決賽的凱絲，拿下生涯首座大滿貫冠軍，40天內世界排名從957位上升至17位，也是大滿貫中排名第二低的冠軍。是美國女網自威廉絲姊妹後，率先贏得大滿貫女單的網球選手。球風擁有極佳的跑動能力，穩定性很好，時而柔時而剛，在對戰凱絲時表露無疑。

## 早年
斯蒂芬斯於1993年3月20日出生於Plantation。
9歲在Sierra Sport and Racquet Club開始打網球。
她的偶像是克莱斯特尔斯(Kim Clijsters),大威廉絲（Venus Williams）及小威廉絲（Serena Williams）

## 2008到2009
2008年斯蒂芬斯參加了她第1個WTA賽事-邁阿密公開賽(Sony Ericsson Open)但輸給了Ekaterina Bychkova止步首輪。
2008年斯蒂芬斯於美網(US Open)拿下了第1座大滿貫青少女雙打亞軍。
2009年斯蒂芬斯在洛杉磯公開賽(LA Women's Tennis Championships)，於第一輪擊敗Akgul Amanmuradova，拿下個人第一場WTA比賽，但在第2輪輸給阿纳斯塔西娅·罗季奥诺娃。

## 2010(大滿貫青少女組雙打冠軍)到2011
斯蒂芬斯在2010法網(French Open),溫網(Wimbledon),美網(US Open)與Tímea Babos合作拿下3座大滿貫青少女雙打冠軍。
斯蒂芬斯於2011年的雷焦艾米利亚公開賽(Camparini Gioielli Cup)拿下第1座ITF單打冠軍。

## 2012
斯蒂芬斯於法網打進第4輪，卻輸給了2011年美網冠軍萨曼莎·斯托瑟(Samantha Stosur)
斯蒂芬斯於家鄉美網(US Open)打進第3輪輸給了2008年法網冠軍安娜·伊萬諾維奇(Ana Ivanovic)

## 2013(單打突破)
2013澳洲網球公開賽(Australian Open)斯蒂芬斯連續擊敗哈勒普(S.Halep),克里斯蒂娜·美拉德諾維奇(K.Mladenovic),勞拉·羅布森(L.Robson),Bojana Jovanovski，並在準決賽以3–6, 7–5, 6–4爆出大冷門擊敗跨年20連勝，擊敗擁有17座大滿貫單打冠軍，前世界第1(當時第3)小威廉絲（Serena Williams）但在準決賽被衛冕冠軍阿扎倫卡（Victoria Azarenka）淘汰。之後在多哈(Qatar Total Open)，迪拜(Dubai Tennis Championships)印第安維爾斯(BNP Paribas Open)首輪出局，邁阿密公開賽(Sony Open Tennis)則在第四輪輸給衛冕冠軍拉德萬斯卡(Agnieszka Radwańska)。
紅土賽季,馬德里(Mutua Madrid Open)戰首輪落敗,到羅馬站(Internazionali BNL d'Italia)才在紅土賽季開紅,但第三輪輸給2次衛冕冠軍莎拉波娃(Maria Sharapova),法網(French Open)在第4輪又再次被衛冕冠軍莎拉波娃(Maria Sharapova)拍落。之後的溫網一路打進八強,但輸給最後的冠軍巴托麗(Marion Bartoli)。之後北美硬地賽季華盛頓公開賽(Citi Open)和羅傑斯杯(Rogers Cup)分別打進第一輪和第三輪,辛辛那提公開賽(Western & Southern Open)在首輪爆冷擊敗前世界第一的莎拉波娃(Maria Sharapova)。美網打進第四輪不敵自己在年初爆冷擊敗的小威廉絲（Serena Williams）。WTA年終賽(WTA Tour Championships),斯蒂芬斯和沃兹尼亞奇(Caroline Wozniacki)是替補選手,但是最終都沒上場比賽。

## 2014
2014澳洲網球公開賽(Australian Open)斯蒂芬斯打進了第四輪,但是不敵衛冕冠軍阿扎倫卡（Victoria Azarenka）。之後在多哈(Qatar Total Open)，迪拜(Dubai Tennis Championships)和去年一樣在首輪出局，印第安維爾斯(BNP Paribas Open)打到八強賽,不敵後來的冠軍佩內塔(Flavia Pennetta)邁阿密公開賽(Sony Open Tennis)則在第二輪球。紅土賽季,查爾斯頓(Family Circle Cup)和波哥大(Copa Colsanitas)都早早出局,馬德里(Mutua Madrid Open)第三輪遭李娜逆轉,羅馬站(Internazionali BNL d'Italia)則在第二輪出局,史特拉斯堡賽(Internationaux de Strasbourg)第一輪也再次輸球。法網第四輪則輸給後來的亞軍哈勒普(Simona Halep)。

## 大滿貫

### 女單冠軍（1）
| 年度 | 赛事       | 场地 | 决赛对手 | 对手国籍 | 胜方比分 |
| 2017 | 美国公开赛 | 硬地 | 基絲     | 美國     | 6–3、6–0 |

### 女單亞軍（1）
| 年度 | 赛事       | 场地 | 决赛对手 | 对手国籍 | 胜方比分      |
| 2018 | 法国公开赛 | 紅土 | 哈勒普   | 羅馬尼亞 | 3–6、6–4、6–1 |

## 職業生涯統計
指引：
| W | F | SF | QF | #R | RR | LQ (Q#) | A | P | Z# | PO | SF-B | F-S | G | NMS | NH | NQ |

W：冠軍；F：亞軍；SF：四強；QF：八強；#R：前四輪；RR：小組賽；LQ：止步資格賽；A：缺席；P：比赛延期；Z#：戴维斯杯/联合会杯组别赛（#表示级别）；PO：參與戴維斯盃/联合会杯附加赛；SF-B：奧運會銅牌；F-S：奧運會銀牌；G：奧運會金牌；NMS：非ATP1000大師賽系列；NH：該賽事本年度未舉行；NQ：未入圍。
| 大滿貫       |          |          |     |          |          |       |       |     |
| 澳洲公開賽   | A        | Q2       | 2R  | SF       | 4R       | 0 / 3 | 9–3   | 75% |
| 法國公開賽   | A        | 1R       | 4R  | 4R       | 4R       | 0 / 4 | 9–4   | 69% |
| 溫布頓錦標賽 | A        | Q2       | 3R  | QF       |          | 0 / 2 | 6-2   | 75% |
| 美國公開賽   | Q2       | 3R       | 3R  | 4R       |          | 0 / 3 | 7-3   | 70% |
| 大滿貫 勝-負 | 0-0      | 2-2      | 8-4 | 15-4     | 6-2      | N/A   | 28-11 | 71% |
| 年終總決賽   |          |          |     |          |          |       |       |     |
| 年終總決賽   | NQ       | NQ       | NQ  | NU       |          | 0 / 0 | 0–0   | 0%  |
| 代表國家出戰 |          |          |     |          |          |       |       |     |
| 奧運會       | Not Held | Not Held | A   | Not Held | Not Held | 0 / 0 | 0–0   | 0%  |

## 外部連結
- 斯隆·斯蒂芬斯的国际女子网球协会官方資料（英文）
- 斯隆·斯蒂芬斯的國際網球總會 職業／青少年 官方資料（英文）
- Fed Cup - Player profile - Sloane STEPHENS (USA) （页面存档备份，存于）